# 独体层孔虫属
独体层孔虫属（学名：Idiostroma）是独体层孔虫科的一属。

## 下属物种
本属包括以下物种：
- Idiostroma moravicum Zukalova, 1971